# Lovečkovice
Lovečkovice település Csehországban, a Litoměřicei járásban. Lovečkovice Levín, Liběšice, Úštěk, Třebušín, Verneřice, Homole u Panny és Zubrnice településekkel határos. Lakosainak száma 605 fő (2024. január 1.).

## Népesség
A település lakosságának változását az alábbi diagram mutatja:
| Lakosok száma | 2396 | 2306 | 2025 | 907  | 590  | 427  | 556  | 563  | 584  | 605  |
|               | 1869 | 1890 | 1921 | 1950 | 1980 | 2001 | 2017 | 2019 | 2022 | 2024 |